# Eleccions municipals de 2019 a Alió
Les eleccions municipals de 2019 a Alió van ser unes eleccions locals que es van celebrar el diumenge 26 de maig de 2019 a Alió, a l'Alt Camp, com a part de les eleccions municipals espanyoles. Es van triar els 7 regidors de l'Ajuntament d'Alió.
Alió va ser un dels 113 municipis catalans on la seva alcaldia ja es trobava definida abans de les eleccions, ja que només s'hi va presentar una única llista electoral. Francesc Jofré Vallvé, candidat de Junts, va aconseguir la reelecció com a alcalde.

## Sistema electoral
Les eleccions als ajuntaments de l'Estat espanyol estan fixades per celebrar-se el quart diumenge de maig cada quatre anys. El sistema electoral fa servir la regla D'Hondt amb representació proporcional, llistes tancades i una barrera electoral del 5% dels vots vàlids, que inclou els vots en blanc. La votació per a l'assemblea local es basa en el sufragi universal.
En les eleccions municipals, la circumscripció electoral és en l'àmbit municipal i el nombre d'escons (o sigui, regidors) a triar del municipi es determina en funció del nombre d'habitants censats en aquest municipi. En el cas d'Alió, en tenir 334 persones censades, l'hi correspon 7 regidors.

## Candidatures
El 30 d'abril del mateix any, la Junta Electoral de Zona de Valls va proclamar l'única candidatura del municipi d'Alió en el Butlletí Oficial de la Província de Tarragona.
1. Junts per Alió (JUNTS)

Alió va ser un dels 113 municipis catalans on la seva alcaldia ja es trobava definida abans de les eleccions, atès que només s'havia presentat aquesta única llista. Tot i que recentment és una situació nova per a Alió, no és la primera vegada que es dona en el context democràtic d'Alió. En quatre ocasions anteriors, només s'havia presentat una única llista en les eleccions municipals: els Independents d'Alió en 1983, Convergència i Unió en 1987 i 1995, i A.IND. d'Alió en 1991.

## Jornada electoral

### Constitució de les meses
En aquell moment, Alió tenia una població de 426 habitants, dels quals 334 persones van ser cridades a votar a l'única urna que es va constituir al municipi.

### Participació
La participació en aquestes eleccions va ser de 74,6%, el qual cosa implica que un total de 249 ciutadans del municipi van decidir exercir el seu dret a vot. Comparant aquesta participació amb la mitjana catalana, Alió ha registrat una xifra més alta, situant-se en 9,7 punts percentuals per sobre.
A continuació, es presenta una taula amb els percentatges de participació registrats a diferents hores del dia de les eleccions:
| Hores              | Alió            |
| ------------------ | --------------- |
| Participació (14h) | 46,1% ( -9,2%)  |
| Participació (18h) | 59,9% ( -9,2%)  |
| Participació (20h) | 74,6% ( -11,2%) |

## Resultats
Francesc Jofré Vallvé, candidat de Junts, va aconseguir la reelecció com a alcalde, un càrrec que havia assumit per primera vegada en 1979 i des de 2007 de manera ininterrompuda.